# Liste der Monuments historiques in Pacé (Ille-et-Vilaine)
Die Liste der Monuments historiques in Pacé (Ille-et-Vilaine) führt die Monuments historiques in der französischen Stadt Pacé auf.

## Liste der Bauwerke
| Bezeichnung                       | Beschreibung | Standort | Kennzeichnung | Schutzstatus | Datum | Bild |
| --------------------------------- | ------------ | -------- | ------------- | ------------ | ----- | ---- |
| Château de la Glestière (Schloss) |              | (Lage)   | PA00090647    | Inscrit      | 1969  |      |
| Friedhofskreuz                    |              | (Lage)   | PA00090648    | Inscrit      | 1946  |      |
| Kirche St-Melaine                 |              | (Lage)   | PA00090649    | Inscrit      | 1968  |      |
| Alte Brücke                       |              | (Lage)   | PA00090650    | Inscrit      | 1971  |      |

## Liste der Objekte
- Monuments historiques (Objekte) in Pacé (Ille-et-Vilaine) in der Base Palissy des französischen Kultusministeriums